# Santa Catarina
Santa Catarina (wymowaⓘ [ˈsɐ̃ta kataˈɾina], z port. „Święta Katarzyna”) – jeden z 26 stanów Brazylii, położony w południowej części kraju. Od zachodu graniczy z Argentyną, na wschodzie jest Ocean Atlantycki, od północy stan Paraná, od południa stan Rio Grande do Sul. Największym miastem jest Joinville (515 tys. mieszkańców), stolicę Florianópolis zamieszkuje 421 tys., Blumenau 309 tys. 35% ludności jest pochodzenia niemieckiego, 30% włoskiego, 20-25% portugalskiego, 5% polskiego. Na terenie stanu w 1839 roku istniało państwo Republika Juliana.

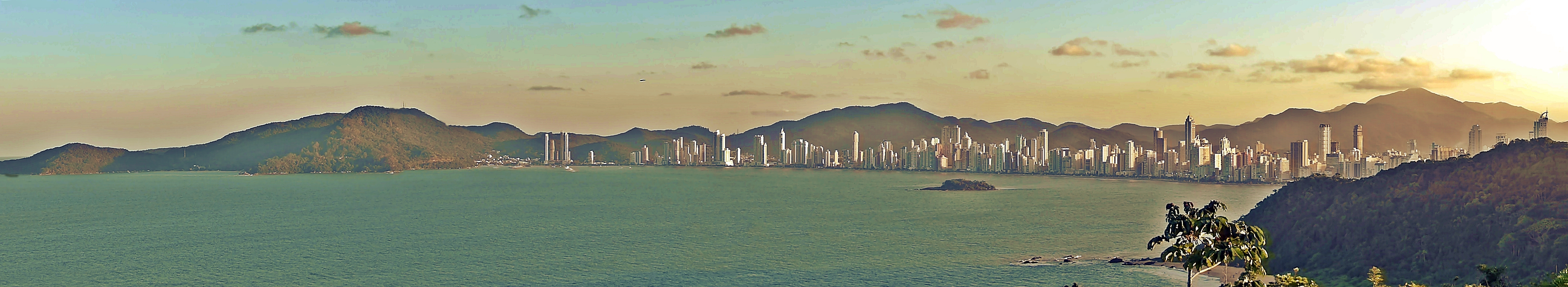
Panorama Balneário Camboriú

## Miasta
Największe miasta w stanie Santa Catarina według liczby mieszkańców (stan na 2013 rok):
| L.p. | Miasto             | Liczba ludności |
| ---- | ------------------ | --------------- |
| 1.   | Joinville          | 546 981         |
| 2.   | Florianópolis      | 453 285         |
| 3.   | Blumenau           | 329 082         |
| 4.   | São José           | 224 779         |
| 5.   | Criciúma           | 202 395         |
| 6.   | Chapecó            | 198 188         |
| 7.   | Itajaí             | 197 809         |
| 8.   | Lages              | 158 961         |
| 9.   | Jaraguá do Sul     | 156 519         |
| 10.  | Palhoça            | 150 623         |
| 11.  | Balneário Camboriú | 120 926         |
| 12.  | Brusque            | 116 634         |
| 13.  | Tubarão            | 101 284         |
| 14.  | São Bento do Sul   | 78 998          |
| 15.  | Caçador            | 74 276          |